# Nalleli Cobo
Nalleli Cobo (Los Angeles, Califòrnia, 2002), és una estudiant i activista nord-americana, guanyadora del Premi Mediambiental Goldman l'any 2022.

## Trajectòria
Nalleli Cobo va néixer al sud de Los Angeles l'any 2002, filla de mare mexicana (Monica Uriate) i pare colombià. Va créixer al barri de University Park, una comunitat majoritàriament formada per famílies hispanoamericanes amb baixos ingressos, i va ser criada per la seva mare després que el seu pare fos deportat quan ella tenia dos anys.
L'any 2010, quan Nalleli tenia nou anys, tant ella com molts dels seus veïns i familiars van començar a emmalaltir. Patien diverses afeccions greus de salut (hemorràgies nasals, mals de cap, asma...), degudes a les emissions tòxiques d'un pou petrolífer de l'empresa «AllenCo», situat a menys de 10 metres de la casa on vivia Cobo. Des d'aleshores, Nalleli va començar a acompanyar la seva mare a reunions i manifestacions i, als 9 anys, va pronunciar el seu primer discurs públic sobre el tema.
L'any 2011, Cobo va cofundar la campanya «People Not Pozos» (Gent, no pous) per tal d'acabar amb les perforacions petrolíferes prop de veïnats i garantir barris segurs i saludables. Gràcies a aquesta campanya, es va investigar la situació. L'any 2013 l'empresa «AllenCo» va ser multada i es van suspendre les operacions al lloc.
El 2015, Cobo va cofundar la «South Central Youth Leadership Coalition», la qual va unir altres organitzacions per tal de demandar amb èxit la ciutat de Los Angeles per aprovar projectes petrolífers en comunitats de color. La indústria del petroli va apel·lar i va perdre.
Als 19 anys, l'any 2020, a Nalleli se li va diagnosticar un càncer de l'aparell reproductor en segona etapa, i va haver de sotmetre's a diferents operacions, radioteràpia i quimioteràpia, que va haver d'afrontar sense companyia, a causa de les restriccions per la pandèmia de la Covid-19. L'any 2021 va recuperar-se i va continuar estudiant a la universitat per convertir-se en advocada.
Nalleli Cobo i Greta Thunberg han treballat juntes en diverses campanyes mediambientals.

## Premis i reconeixements
- 2022: Goldman Environmental Prize[10][11][2]
- 2022: California Energy Commission Clean Energy Hall of Fame[12]
- 2022: TIME 100 Next[13]
- 2022: Apolotical Top 100 Most Influential People in Climate[14]
- 2022: Sachamama Top 100 Latinos Committed to Climate Action[15]
- 2022: Business Insider Top 100 People Transforming Business[16]
- 2020: Rose Braz Award for Bold Activism[17]
- 2019: Aris and Carolyn Anagnos Culture of Liberation Award[18]
- 2019: Center for Diverse Leadership (CDLS) Fellow[19]
- 2018: Women in Green Youth Trailblazer Award[20]
- 2018: Liberty Hill Foundation Leader to Watch[21]
- 2017: KCET Local Hero[22]